# La Escaleruela
La Escaleruela  es un pueblo del término municipal de Sarrión, en la comarca de Gúdar-Javalambre de la provincia de Teruel.

## Geografía
Está situada en la margen izquierda del río Albentosa, al lado del Barranco de los Judíos, y cerca de su desembocadura en el río Mijares.

## Toponimia
El topónimo Escaleruela se puede ver como Escaligüela o Escalihuela en textos de los últimos tres siglos escritos en castellano. De acuerdo con Rafael Andolz escaliuela es un lugar donde se abandonan las caballerías muertas.
No obstante en todo el sudeste de la península ibérica hay topónimos parecidos que se interpretan como caminos estrechos con muchas curvas y mucha pendiente: escarihuela; escarigüela; escarrigüela; carihuela; carigüela; carrigüela; caregüela; y escaleruela.

## Fiestas
- 24 de junio, San Juan.
- 15 de agosto.
- Tercer fin de semana de septiembre.